# Red Faction
Red Faction (с англ. — «Красная фракция», «Красная бригада») — компьютерная игра в жанре шутер от первого лица, разработанная компанией Volition, Inc. и изданная THQ в 2001 году. События в Red Faction разворачиваются на Марсе в конце XXI века. Главный герой, шахтер по имени Паркер, становится участником восстания против корпорации Ultor.

## Сюжет
Сюжет начинается с того, что главный герой по фамилии Паркер устраивается на работу в компанию Ультор (Ultor) и отправляется добывать руду на Марс. Однако, вопреки ожиданиям, ему приходится жить в нечеловеческих условиях и работать на износ по 10 часов в сутки под присмотром охранников. Через некоторое время всё становится ещё хуже. Шахтёров начинает косить неизвестная болезнь со стопроцентным смертельным исходом. Видя, что компания не хочет с ней бороться, шахтеры начинают бунтовать. Вскоре под воздействием листовок, подписанных некой Эос, они начинают восстание.

## Особенности игры
Главной отличительной чертой является разрушаемое окружение. Игрок может уничтожить практически любую конструкцию, используя ракеты, огнестрельное оружие, автоматы и другие подручные средства. Полностью интерактивный мир позволяет игроку проявить фантазию во время прохождения. Например, если героя окружают враги, то можно разрушить ближайшие строения и сделать тайный проход. Во многих заданиях есть возможность пилотировать полноценную военную или шахтёрскую технику.

## Действующие лица
Паркер — главный герой игры, шахтёр. Отправился с Земли на Марс в поисках лучшей жизни, пытаясь, как он сам признаётся, «найти себя». Вопреки ожиданиям, жизнь на Марсе оказывается не такой счастливой. Шахтёры работают по 10 часов в сутки, умирают от внезапно возникшей болезни, напоминающей чуму. Однажды, возвращаясь в барак, становится невольным свидетелем и соучастником стычки между шахтёрами и охраной. После этого в течение всей игры ведёт борьбу за выживание, а затем присоединяется к восставшим.
Эос — лидер Красной Бригады, именно под её именем распространялись агитационные листовки, призывающие шахтёров к восстанию. В течение игры достаточно часто отдаёт приказы главному герою и не менее часто просит его о помощи. Игрок встречается с Эос дважды. Первый раз во время посещения лаборатории Чапека, второй — в конце игры, когда главный герой спасает связанную Эос от полковника Масако. После окончания игры вместе с Паркером покидает Марс.
Хендрикс — техник компании Ультор. В течение игры снабжает главного героя необходимой информацией. Игрок встречается с ним дважды. Первый раз в офисе компании Ультор, когда по заданию необходимо найти старшего администратора Гриффина. Второй раз Паркер встречается с Хендриксом во время штурма базы наёмников. Хендрикс погибает ближе к концу игры от огня полковника Мосако.
Орион — один из полевых командиров Красной Бригады, подчиняется напрямую Эос. Проводит инструктаж игрока в тренировочной миссии. Появляется в игре несколько раз, в частности, именно ему главный герой передаёт взятого в плен Гриффина.
Гриффин — старший администратор в секретном офисе компании Ультор. Располагает ценной информацией о чуме и источнике её появления. Берётся в плен игроком и передаётся представителям Красной Бригады. При конвоировании вынужденно оказывает помощь в прохождении постов охраны.
Капек — учёный. Работает в компании Ультор, проводит эксперименты с нанотехнологиями. Именно он является виновником появления нео-чумы. Защищён нано-щитом, из-за которого его нельзя убить раньше времени. Уничтожается игроком совместно с Эос.
Полковник Масако — командир армии наёмников. По утверждению Хендрикса, «страшная женщина». Защищена нано-щитом, для его разрушения эффективен рейлган. Как и у других врагов-людей, голова является наиболее уязвимым местом. Является финальным боссом игры.

## Оценки
| Сводный рейтинг | Сводный рейтинг | Сводный рейтинг | Сводный рейтинг |
| Издание         | Оценка          | Оценка          | Оценка          |
| Издание         | N-Gage          | PC              | PS2             |
| --------------- | --------------- | --------------- | --------------- |
| GameRankings    | 56,55 %         | 78,34 %         | 88,32 %         |